# Henry H. Blood
Henry Hooper Blood (ur. 1 października 1872, zm. 1 czerwca 1942) – amerykański polityk, demokrata, siódmy gubernator stanu Utah w latach 1933–1941.